# Albany Hancock
Albany Hancock (Newcastle upon Tyne, 24 de dezembro de 1806 — 1873) foi um naturalista e biólogo inglês.
Foi um dos apoiadores de Charles Darwin. É conhecido por seu trabalho sobre animais marinhos.

## Obras
- Alder J. & Hancock A. (1845-1855). A monograph of the British nudibranchiate Mollusca: with figures of all the species. The Ray Society, London. Published in 8 parts:
  - Alder J. & Hancock A. (1845) part 1.
  - Alder J. & Hancock A. (1846) part 2.
  - Alder J. & Hancock A. (1847) part 3.
  - Alder J. & Hancock A. (1848) part 4.
  - Alder J. & Hancock A. (1851) part 5.
  - Alder J. & Hancock A. (1854) part 6.
  - Alder J. & Hancock A. (1855) part 7.
  - Eliot E. (1910) part 8 (suppl.)